# Стучись в любую дверь (фильм, 1958)
«Стучись в любую дверь» — советский художественный фильм, рассказывающий о работе офицера милиции с трудными подростками. Премьерный показ состоялся 7 сентября 1958 года.

## Сюжет
Умный, чуткий и инициативный капитан Сушков принимает дела у бывшего начальника детской комнаты милиции формалиста Пяткина. Сушков понимает, что в работе с трудными детьми и подростками, многие из которых растут в неполных семьях, невозможно обойтись без помощников из числа неравнодушных к чужой беде граждан. С их помощью он пытается перевоспитать бросившего школу хулигана Гену Краснухина, который из-за своей безответственности попадает в зависимость от матерого преступника Прохорова. Но благодаря капитану Сушкову, его помощникам, а также честному мальчику, Андрейке Краснухин производит переоценку своих жизненных ценностей.

## В ролях
- Вячеслав Подвиг — Геннадий Краснухин
- Александр Граве — Сушков
- Валентина Телегина — мать Геннадия
- Михаил Ульянов — Прохоров
- Юрий Медведев — Пяткин
- Людмила Карауш — Люся
- Владимир  Еронин — Андрейка
- Виталий Коняев — Алексей Громов
- Владимир Кулик — Димка
- Валерий Носик — Нос

## Съёмочная группа
- Сценарий — Валентина Спирина
- Постановка — Мария Фёдорова
- Оператор — Алексей Полканов
- Художники — Людмила Безсмертнова, Ирина Захарова
- Композитор — Леонид Афанасьев
- Звукооператор — В. Ерамишев
- Редактор — В. Погожева
- Художник по гриму — К. Купершмидт
- Ассистент режиссёра — З. Курдюмова
- Монтажёр — О. Катушева
- Комбинированные съёмки:
 Оператор — Ф. Шах
 Художник — А. Крылов
- Оркестр Управления по производству фильмов
 Дирижёр — Г. Гамбург
- Директор картины — Н. Гофман